# Euclystis recurva
Euclystis recurva là một loài bướm đêm trong họ Erebidae.